# Leon Rappaport
Leon Rappaport, född 28 april 1900 i Warszawa, död i augusti 1986 i Stockholm, var en svensk matematiker och författare.
Rappaport flydde till Sverige från Polen 1940. han var fil. mag. i Warszawa 1932 och fil. dr. vid Uppsala universitet 1967.

## Stipendier
- Litteraturfrämjandets stipendium 1962
- Författarfondens stora stipendium 1967
- Författarfondens arbetsstipendium 1972